# Andrea Murez
Andrea Murez (en hebreo: אנדראה מורז‎; Los Ángeles, 29 de enero de 1992) es una deportista israelí que compite en natación, especialista en el estilo libre.
Ganó una medalla de oro en el Campeonato Europeo de Natación de 2024, en la prueba de 4 × 100 m estilos mixto. Participó en los Juegos Olímpicos de Tokio 2020, ocupando el octavo lugar en la misma prueba.
Fue la abanderada de Israel en la ceremonia de apertura de los Juegos Olímpicos de París 2024 junto con el judoka Peter Paltchik.

## Palmarés internacional
| Campeonato Europeo | Campeonato Europeo | Campeonato Europeo | Campeonato Europeo      |
| Año                | Lugar              | Medalla            | Prueba                  |
| ------------------ | ------------------ | ------------------ | ----------------------- |
| 2024               | Belgrado (Serbia)  | Medalla de oro     | 4 × 100 m estilos mixto |